# NVPI
NVPI (Nederlandse Vereniging van Producenten en Importeurs van beeld- en geluidsdragers; нід. Нідерландська асоціація виробників та імпортерів відео- та аудіоносіїв) — нідерландська асоціація, що представляє інтереси більшості нідерландських музичних компаній, розробників програмного забезпечення для ігор та видавців аудіовізуального контенту.
Метою NVPI є просування, захист та зміцнення спільних інтересів нідерландців-виробників та імпортерів та осіб, відповідальних за музику та кіно, включаючи сприяння належному правовому захисту інтересів своїх членів.

## Історія
NVPI заснована у 1973 році як представник звукозаписних компаній у Нідерландах. 1983 року в асоціацію були включені дистриб'ютори відеоконтенту, а 1996 року — виробники розважального програмного забезпечення. У коному підрозділі є своя рада директорів. Ці три підрозділи утворюють федерацію. NVPI представляє як великих, і дрібних незалежних виробників. Структура правління гарантує вплив кожної компанії.
NVPI представляє (якщо подивитися на загальний обсяг торгівлі) приблизно 85% компаній звукозапису, 80% компаній з виробництва відеофільмів і 50% розважального програмного забезпечення. NVPI входить до міжнародної організації IFPI (Міжнародна федерація виробників фонограм), IVF (Міжнародна федерація відео) та ISFE (Європейська федерація інтерактивного програмного забезпечення).

## Сертифікації
NVPI видає сертифікації альбомам, синглам, відеоіграм та DVD (як музичним, так і фільмам). Сертифікація музичних творів розпочалася 1978 року. Різні підрахунки під час продажу використовуються для музичних альбомів у різних жанрах. Протягом багатьох років використовувалися такі рівні сертифікацій:

### Альбоми
| Сертифікація | З 1 січня 1978 | З 1 січня 2000 року | З 1 січня 2006 | З 1 січня 2008 | З 1 червня 2009 | З 1 липня 2014 |
| ------------ | -------------- | ------------------- | -------------- | -------------- | --------------- | -------------- |
| Золотий      | 50 000         | 40 000              | 35 000         | 30 000         | 25 000          | 20 000         |
| Платиновий   | 100 000        | 80 000              | 70 000         | 60 000         | 50 000          | 40 000         |

| Сертифікація | З 1 січня 1978 | З 1 січня 2008 |
| ------------ | -------------- | -------------- |
| Золотий      | 15 000         | 10 000         |
| Платиновий   | 25 000         | 20 000         |

### Сингли
| Сертифікація | З 1 січня 1978 | З 1 січня 1984 року | З 1 січня 1992 | З 1 січня 2000 року | З 1 січня 2008 | З 1 червня 2009 | З 1 липня 2014 | З 1 квітня 2016 | З 1 січня 2018 |
| ------------ | -------------- | ------------------- | -------------- | ------------------- | -------------- | --------------- | -------------- | --------------- | -------------- |
| Золотий      | 100 000        | 75 000              | 50 000         | 40 000              | 25 000         | 10 000          | 15 000         | 20 000          | 40 000         |
| Платиновий   | 150 000        | 100 000             | 75 000         | 60 000              | 50 000         | 20 000          | 30 000         | 40 000          | 80 000         |

### DVD
| Сертифікація | З 1 січня 2006 | З 1 січня 2008 | З 1 червня 2009 | Since October 1, 2015 |
| ------------ | -------------- | -------------- | --------------- | --------------------- |
| Золотий      | 40 000         | 30 000         | 25 000          | 7 500                 |
| Платиновий   | 80 000         | 60 000         | 50 000          | 15 000                |

### Програмне забезпечення та ігри
Сертифікації ігор присвоюються для кожного носія окремо (PlayStation/Xbox/GameCube/Nintendo/PC) .
| Сертифікація | Ігри   | Інше   |
| ------------ | ------ | ------ |
| Золотий      | 40 000 | 7 500  |
| Платиновий   | 80 000 | 15 000 |

## Музичні хіт-паради
NVPI працює з двома різними організаціями зі складання хіт-парадів у Нідерландах. Це Dutch Top 40 (тижневий чарт синглів) і MegaCharts (тижневі чарти Album Top 100, Single Top 100, Music DVD Top 30 та інші).